# Masakr v Rovensku pod Troskami
Masakr v Rovensku pod Troskami je jeden z masakrů uskutečněných na německém obyvatelstvu v rámci vysídlení Němců z Československa. Uskutečnil se 10. května 1945 ve městě Rovensko pod Troskami v Českém ráji. Sovětští vojáci s partyzány a některými místními zde pravděpodobně ze msty za smrt sovětského partyzána postříleli 365 neozbrojených německých vojáků a civilistů včetně žen a dětí.

## Popis události
Dne 10. května 1945 probíhal v místní škole soud s členy Wafen SS. Jeden z vězňů však uprchl a zastřelil ruského partyzána Ivana Karloviče Nelipoviče. To vyvolalo v obci hněv a vojáci Rudé armády, ale stejně tak místní obyvatelé, začali střílet do německých běženců, kteří utíkali do okupovaných zón Německa. Masakr si vyžádal 365 obětí na životech. Z toho jen 50 bylo vojáků Wehrmachtu, zbytek tvořili civilisté: muži, ženy a děti.

## Připomínka události
Dlouhá léta připomínal masakr pomníček s nápisem „Obětem druhé světové války“, neboť to bylo téma, které se mezi místními nerado připomínalo.
V roce 1995 přistěhovalec Pavel Matys masakr připomněl svým článkem v Rovenských listech, který však u místních obyvatel vzbudil spíš rozpaky. Až po dalších 25 letech (2020) se farářka místního Ochranovského sboru Hana Jalušková odhodlala k činu a společně s Kateřinou Matysovou, starostkou města Jiřinou Bláhovou a se sochařem Ivanem Podobským realizovaly připomínku masakru v podobě smírčího kříže, který na svých ohnutých zádech nese memento „Nesu břemeno viny“. Odhalen byl v neděli 9. května 2021 odpoledne. Při slavnosti k němu své věnce položili hejtman Libereckého kraje Martin Půta a turnovský starosta Tomáš Hocke. Současně svou přednášku o události přednesl historik Jan Boris Uhlíř. Po něm promluvily farářky Hana Jalušková a za direktorium Herrnhuter Brüdergemeine Benigna Carstens. Nakonec kříži v ekumenickém duchu požehnal místní římskokatolický farář Tomasz Dziedzic.

## Galerie

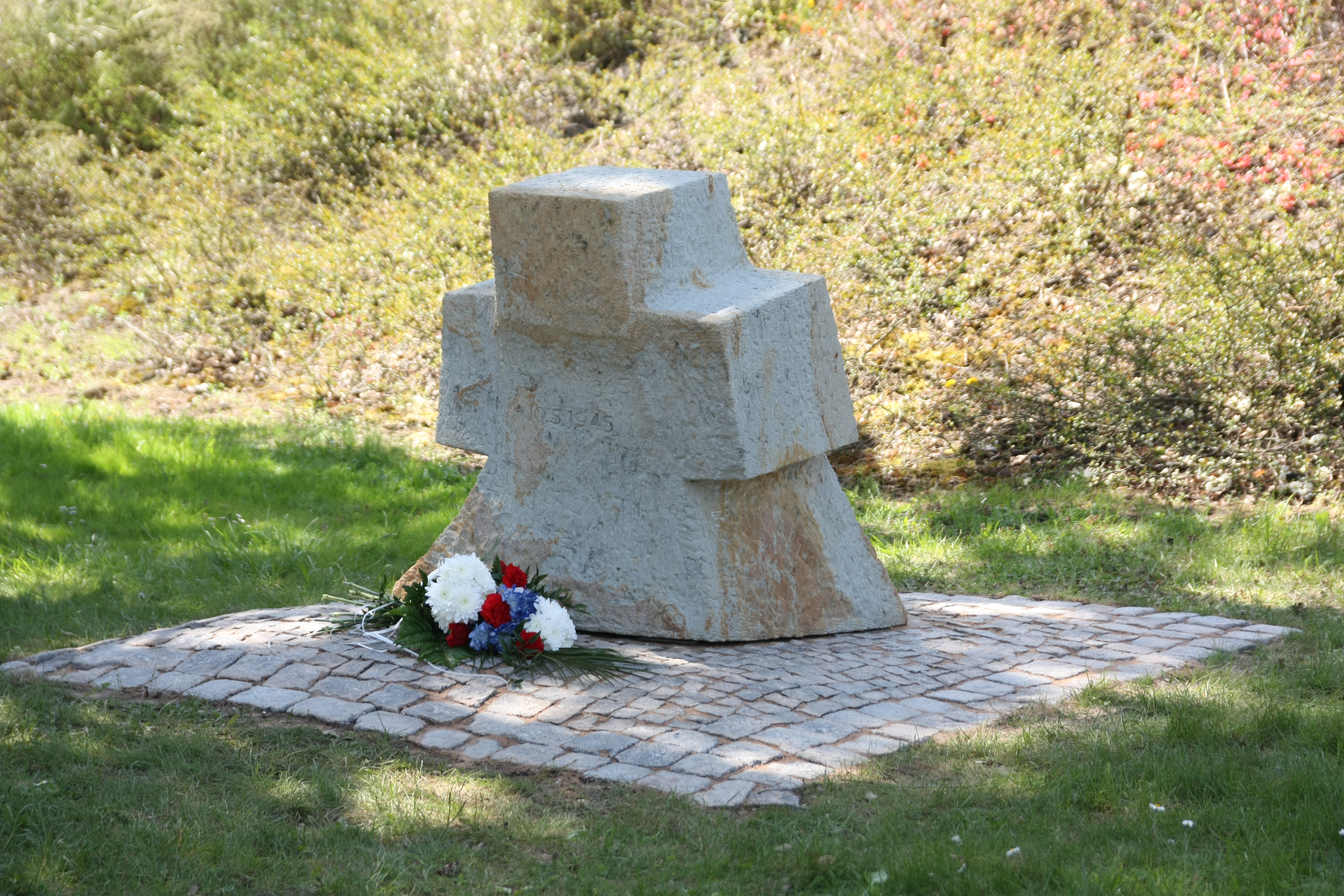
Smírčí kříž v Rovensku pod Troskami
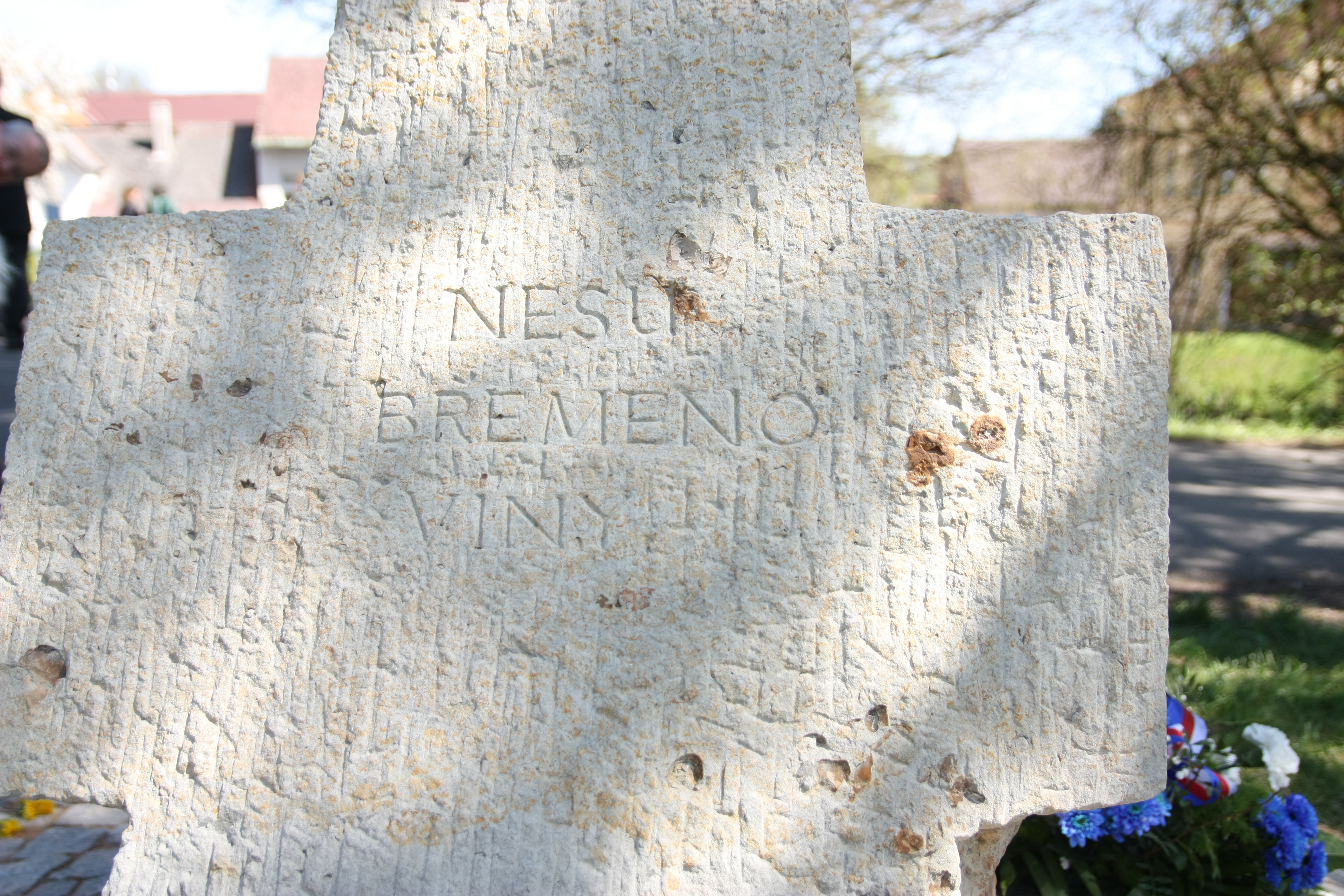
Smírčí kříž – pohled zezadu